# Olympic Council of Ireland
De Olympic Council of Ireland (Iers: Comhairle Oilimpeach na hÉireann, afgekort tot OCI), tot 1952 Irish Olympic Council, is het Nationaal Olympisch Comité van Ierland. Het OCI wil de olympische beweging in Ierland versterken en Ierland zo sterk mogelijk vertegenwoordigen op de Olympische Spelen.

## Geschiedenis
Na de Eerste Wereldoorlog was John J. Keane de eerste persoon die poogde verschillende Ierse sportbonden te verenigen. Vele sporten hadden echter twee rivaliserende bonden, een unionistische bond en een republikeinse bond. Ierland maakte destijds nog deel uit van het Verenigd Koninkrijk. Keane had het voorstel dat Ierse sporters bij de Olympische Zomerspelen van 1920 in Antwerpen onder unionistische vlag als aparte delegatie deel zouden nemen. Het IOC wees dit, onder andere door een op handen zijnde Ierse Burgeroorlog, af.
In 1922 werd alsnog het Irish Olympic Council opgericht en op 3 juni 1922 ingeschreven bij het IOC. De eerste delegatie die zij afvaardigden was naar de Olympische Zomerspelen van 1924 in Parijs. De spelen van 1936 werden geboycot, vanwege een uitspraak van de IAAF omtrent de begrenzingen van de staat. In 1952 werd de naam van de sportbond gewijzigd naar Olympic Council of Ireland, om te benadrukken dat de sportbond voor het hele Ierse eiland was. Met het British Olympic Association heeft het OCI een afspraak dat Noord-Ierse sporters mogen kiezen waarvoor ze willen uitkomen.

## Aangesloten sportbonden
| Organisatie                                     | Sport of discipline(s)                         | Aangesloten | Eerste deelgenomen OS                        |
| ----------------------------------------------- | ---------------------------------------------- | ----------- | -------------------------------------------- |
| Athletics Association of Ireland                | Atletiek                                       | 1969        | 1924                                         |
| Badminton Union of Ireland                      | Badminton                                      |             | 2000                                         |
| Basketball Ireland                              | Basketbal                                      | 1947        | 1948                                         |
| Irish Bobsleigh and Skeleton Association        | Bobsleeën, skeleton                            |             | Bobsleeën: 1992 Skeleton: 2002               |
| Irish Amateur Boxing Association                | Boksen                                         | 1924        | 1924                                         |
| Irish Amateur Archery Association               | Boogschieten                                   | >1973       | 1976                                         |
| Irish Curling Association                       | Curling                                        |             |                                              |
| Irish Amateur Weightlifting Association         | Gewichtheffen                                  | 1960        | 1960                                         |
| Golfing Union of Ireland (GUI)                  | Golf (mannen)                                  |             |                                              |
| Irish Ladies' Golf Union (ILGU)                 | Golf (vrouwen)                                 |             |                                              |
| Irish Gymnastics Ltd.                           | Gymnastiek                                     | >1973       | 1996                                         |
| Olympic Handball Association                    | Handbal                                        |             | >1973                                        |
| Irish Hockey Association                        | Hockey                                         | 1949        |                                              |
| Irish Ice Hockey Association                    | IJshockey                                      |             |                                              |
| Irish Judo Association                          | Judo                                           | 1963        | 1964                                         |
| Irish Canoe Union                               | Kanovaren (kajakken, kanoën)                   | 1964        | Kayak: 1972 Kanoën: 1992                     |
| Modern Pentathlon Association of Ireland        | Moderne vijfkamp                               |             | 1980                                         |
| Horse Sport Ireland                             | Paardensport (springen, dressuur, eventing)    | 1950        | Springen: 1948 Eventing: 1952 Dressuur: 1988 |
| Paralympics Ireland                             | Paralympische Spelen                           |             | 1988                                         |
| Irish Amateur Rowing Union                      | Roeien                                         | 1948        | 1948                                         |
| Irish Rugby Football Union                      | Rugby                                          |             |                                              |
| Ice Skating Association of Ireland              | Schaatsen (kunstschaatsen, langebaanschaatsen) |             |                                              |
| Irish Amateur Fencing Federation                | Schermen                                       | 1946        | 1948                                         |
| Irish Clay Pigeon Shooting Association          | Schietsport                                    | 1966        | 1968                                         |
| National Target Shooting Association of Ireland | Schietsport                                    |             | Pistool: 1980 Rifle: 1996                    |
| Snowsports Association of Ireland               | Snowboarden, skiën (alpineskiën, Noords skiën) |             | Alpineskiën: 1998 Noords skiën: 2002         |
| Irish Taekwondo Union                           | Taekwondo                                      |             |                                              |
| Irish Table-Tennis Association                  | Tafeltennis                                    |             |                                              |
| Tennis Ireland                                  | Tennis                                         |             | 1924                                         |
| Irish Triathlon Association                     | Triathlon                                      |             | 2000                                         |
| Football Association of Ireland                 | Voetbal                                        | 1970        | 1924                                         |
| Volleyball Association of Ireland               | Volleybal                                      | >1973       |                                              |
| Cycling Ireland                                 | Wielersport (weg, baan, MTB)                   | 1966        | Weg: 1928 Baan: 1928 Mountainbike: 1996      |
| Irish Amateur Wrestling Association             | Worstelen                                      | 1948        | 1952                                         |
| Irish Sailing Association                       | Zeilen                                         | 1947        | 1948                                         |
| Swim Ireland                                    | Zwemsport (zwemmen, waterpolo, schoonspringen) | 1924        | Waterpolo: 1924 Zwemmen: 1928                |